# Carex collinsii
Espèce
Classification phylogénétique
Carex collinsii est une espèce des plantes du genre Carex et de la famille des Cyperaceae.